# Hymenophyllum rufescens
Hymenophyllum rufescens là một loài dương xỉ trong họ Hymenophyllaceae. Loài này được Kirk mô tả khoa học đầu tiên năm 1879.
Danh pháp khoa học của loài này chưa được làm sáng tỏ. 